# Перма
Перма (груз. ფერმა) — село в Грузии, на территории Каспского муниципалитета края (мхаре) Шида-Картли.

## География
Село находится в центральной части Грузии, на правом берегу реки Ксани, на расстоянии приблизительно 7 километров (по прямой) к востоку от города Каспи, административного центра муниципалитета. Абсолютная высота — 597 метров над уровнем моря.

## Население
По результатам официальной переписи населения 2014 года, в Перме проживало 1058 человек (553 мужчины и 505 женщин). В национальной структуре населения азербайджанцы составляли 91,5 %, осетины — 5,2 %, грузины — 3,1 %.
| Год  | Население, человек |
| ---- | ------------------ |
| 2002 | 1025               |
| 2014 | ↗ 1058             |